# محمد جلال قضيماتي
محمد جلال قضيماتي ( 1357 هـ1445 هـ/1939م ــ2024م) شاعر وأديب سوري.

## ولادته وتحصيله
وَلد محمد جلال قضيماتي في مدينة حلب عام ( 1357 هـ/1939م ) تلقى تعليمه الأولي في مدارس حلب، حيث حصل على الشهادة الابتدائية عام 1950، والإعدادية عام 1955، والثانوية عام 1958.انتقل إلى دمشق لمتابعة تعليمه العالي،و أكمل دراسته الجامعية في كلية الحقوق بجامعة دمشق، وتخرج منها عام 1962. حاصلاً على الإجازة في الحقوق.

## عمله ووظائفه
بعد تخرجه، عمل في عدة وظائف حكومية في سوريا منها رئيس الجهاز المركزي للرقابة والتفتيش في حلب. عضوًا في اتحاد الكتاب العرب منذ عام 1976. جمعية الشعر. بدأ كتابة الشعر في سن مبكرة ،نشر أولى قصائده عام 1964 في مجلة "الثقافة" بدمشق. كما نُشرت أعماله في العديد من الصحف والمجلات العربية، مثل جريدة "الاتحاد" (أبوظبي)، و"الأسبوع الأدبي"، و"الموقف الأدبي" (سوريا). بعد إحالته للتقاعد، تفرغ بشكل كامل للكتابة.

## كتبه وآثاره
له سبعة دواوين شعرية، تنوعت موضوعاتها ومضامينها، جميع دواوينه صدرت عن اتحاد الكتاب العرب بدمشق منها:
- بيادر الريح (1975)
- أنهار الظمأ (1989)
- نداء التراب (1993)
- سنابل الحرمان (1998)
- حدود اللظى (2000)
- معارج الطين (2002)
- مواكب الفصول (2004)

من قصائده :
- الـغـاشـيـة
- ا لـــهَاويـــة
- عــرس الــفـنـاء
- سَديم المجرّة
- ظمأ الأرواح نهر
- صَلاَة لعيد الشفق
- صَحارى الصقيع
- المدارُ المستحيل
- الندى في مَسَالِكِ الحرمَان
- إســــــــرَاء
- صَبوة البدء انتهاءْ
- أتوحُّد فيكِ.. وَأنسى
- الــحـصَار
- بانتظار الموسم الآتي
- مسافة دون الرحيل

## وفاته
توفي في دمشق يوم السبت 30 آذار 2024 عن عمر 85 عاماً .